# 布鲁洪
布鲁洪，是西班牙卡斯蒂利亚-拉曼恰托莱多省的一个市镇。总面积36平方公里，总人口1293人（2001年），人口密度36人/平方公里。